# غرزلنغر (كولكني)
غرزلنغر (بالفارسية: گرزلنگر) هي قرية تقع في إيران في قسم كولكني الريفي. يقدر عدد سكانها بـ 212 نسمة بحسب إحصاء 2016.